# Eleição municipal de Boa Vista em 2016
A eleição municipal da cidade brasileira de Boa Vista, capital do estado de Roraima, ocorreu em 2 de outubro de 2016 para eleger um prefeito, um vice-prefeito e 21 vereadores para a administração da cidade. A prefeita titular é Teresa Surita, do PMDB, concorreu a reeleição. Além dela, outros oito candidatos concorreram à chefia do executivo municipal: Sandro Baré, do PP; Roberto Ramos, do PT; Abel Galinha, do DEM; Jeferson Alves. do PDT; Kalil Coelho, do do PV; Luis Oca, do PSOL; Marcio Junqueira, do PROS e Alex Ladislau, do PRP - o maior número desde 1996, quando participaram seis prefeitáveis.
Teresa Surita, do PMDB foi reeleita no 1º turno com 79,39%, chegando ao seu 5º mandato. A candidata já havia sido eleita para o cargo de prefeita - outras quatro vezes - nas eleições municipais de 1992, 2000, 2004 e 2012.

## Eleitorado
O eleitorado de Boa Vista que é um município brasileiro e capital do estado de Roraima, Região Norte do país, contava com 203.575 pessoas aptas a votar, o cenário era formado por 96.900 eleitores homens (47,60%) e 106.675 mulheres (52,40%). 
A participação de jovens entre 21 a 24 anos correspondia a 22.784 de votos (11,19%) dos eleitores, já 53.096 dos eleitores (26,08%) eram homens e mulheres com idade entre 25 a 34 anos, seguido por homens e mulheres com idade entre a 45 a 59 anos 41.603 votos que representava 20,44% dos eleitores.

## Antecedentes
Na eleição municipal de 2012, Teresa Surita, do PMDB derrotou o cadidato Messias de Jessus com 39,26% (o equivalente a 57.066) dos votos do primeiro turno. O eleitorado, na época, era composto por 183.173 habitantes, o que segundo a lei eleitoral em vigor, impossibilitava a existência de um segundo turno. Para que haja segundo turno em uma eleição é necessário que a cidade em questão possua mais de 200 mil eleitores.
Em 2016, a capital Boa Vista alcançou o número de 203.586
eleitores, tornando-se apta a ter segundo turno em disputas eleitorais, no entanto, isso não ocorreu devido a enorme vantagem de Teresa Surita de 79,39% sobre seu concorrente.

## Debates televisionados
O único debate televisionado ocorreu em 30 de setembro na Rede Amazônica e contou com a participação de 7 dos 9 candidatos,

## Candidatos a Prefeito
| Candidatos              | Candidatos à vice          | Número eleitoral | Coligação                                                                     | Tempo de horário eleitoral |
| ----------------------- | -------------------------- | ---------------- | ----------------------------------------------------------------------------- | -------------------------- |
| Sandro Baré (PP)        | Pastor Frankenbergen (PSC) | 11               | "Boa Vista Para Você" (PP, PSC, PRB, PMB, PMN, PEN, PTC, PTN)                 |                            |
| Jeferson Alves (PDT)    | Adriana Melo (PDT)         | 12               | "Coragem pra Mudar Boa Vista" (PDT, REDE, PHS)                                |                            |
| Roberto Ramos (PT)      | Lúcia Glória (PT)          | 13               | "Boa Vista Para Todos Nós" (PT, PCdoB)                                        |                            |
| Teresa Surita (PMDB)    | Arthur Henrique (PSD)      | 15               | "Trabalhando Para Todos" (PMDB, PSD, PR, PSB, PPS, SD, PTdoB, PSDC, PSL, PPL) |                            |
| Abel Galinha (DEM)      | Dra. Silvia Távora (PSDB)  | 25               | "Boa Vista Para Todos" (DEM, PSDB, PRTB)                                      |                            |
| Kalil Coelho (PV)       | Marleide Cabral (PTB)      | 43               | "Boa Vista Melhor Para Todos" (PV, PTB)                                       |                            |
| Alex Ladislau (PRP)     | Nira Guerra (PRP)          | 44               | PRP (sem coligação)                                                           |                            |
| Luís Oca (PSOL)         | Cássio Luís (PSOL)         | 50               | Frente de Esquerda Para Boa Vista (PSOL, PSTU)                                |                            |
| Márcio Junqueira (PROS) | Eugenio Thomé (PROS)       | 90               | PROS (sem coligação)                                                          |                            |

## Coligações
Nas eleições municipais de Boa Vista em 2016, sete (7) coligações (e outros dois partidos sem coligação PRP E PROS) foram formadas para disputar o cargo de Prefeito da cidade:
- Coligação "Boa Vista pra Você": Liderado pelo PP, a chapa apoiou a candidatura de Sandro Baré e teve o apoio de outros sete partidos (7): PSC, PRB, PMB, PMN, PEN, PTC E PTN.
- Coligação “Coragem para mudar Boa Vista”:  Essa coligação foi liderada pelo PDT, defendiam a candidatura de Jeferson Alves e tinha como aliados outros três (3) partidos:
PDT, REDE e PHS.
- Coligação “Boa Vista para todos nós”: A Coligação que apoiou a candidatura de Roberto Ramos, do PT, tinha como candidata à vice-prefeita, Lúcia Glória do PT. Liderada pelo Partido dos Trabalhadores, essa coligação contou ainda com um partido aliado: o PCdoB.
- Coligação “Trabalhando para Todos”: A Chapa liderada pelo PMDB, defendia a reeleição da candidata Teresa Surita.  Como candidato à vice-prefeito, o partido contava com Arthur Henrique do PSD. Essa coligação era a que possuía o maior número de partidos (10): PMDB, PSD, PR, PSB, PSD, SD, PTdoB, PSDC, PSL, PPL.
Coligação “Boa Vista Para Todos”: Sob liderança do DEM, a chapa apoiava a candidatura de Abel Galinha e tinha apoio do PSDB e do PRTB.
- Coligação “Boa Vista Para Todos”: Sob liderança do DEM, a chapa apoiava a candidatura de Abel Galinha e tinha apoio do PSDB e do PRTB.
- Coligação “Boa Vista Melhor Para Todos”: O PV liderando a coligação do candidato à prefeito Kalil Coelho, disputou a eleição com o apoio de apenas um partido: o PTB. O chapa não elegeu nenhum candidato, nem para o cargo de Prefeito e nem para o posto de Vereador da cidade.
- Coligação “Frente de esquerda para Boa Vista”: A chapa é formada pela aliança entre dois partidos: PSOL e PSTU e apresentou Luis Oca, do PSOL como candidato à prefeitura de Boa Vista, mas não elegeu nenhum candidato nas eleições.
- Partido Republicano Progressista (PRP): O Partido apoiava a candidatura de Alex Ledislau para prefeito e Nira Guerra para vice. O candidato obteve um número inexpressivo na votação para prefeito e o partido também não elegeu nenhum de seus candidatos a vereador.
- Partido Republicano de Ordem Social (PROS): Mário Junqueira foi o candidato do PROS à prefeitura da cidade de Boa Vista, capital do estado de Roraima. O partido lançou apenas um candidato a vereador mas não obteve êxito nos resultados.

## Pesquisas
| Data            | Instituto | Teresa Surita (PMDB) | Sandro Baré (PP) | Abel Galinha (DEM) | Jeferson Alves (PDT) | Márcio Junqueira (PROS) | Roberto Ramos (PT) | Kalil Coelho (PV) | Luis Oca (PSOL) | Alex Ladislau (PRP) | Brancos e nulos | Indecisos |
| --------------- | --------- | -------------------- | ---------------- | ------------------ | -------------------- | ----------------------- | ------------------ | ----------------- | --------------- | ------------------- | --------------- | --------- |
| 25 a 28/08/2016 | Ibope     | 70%                  | 3%               | 2%                 | 2%                   | 2%                      | 2%                 | 1%                | 1%              | 1%                  | 10%             | 6%        |
| 14 a 16/09/2016 | Ibope     | 74%                  | 6%               | 5%                 | 1%                   | 2%                      | 1%                 | 1%                | 1%              | 1%                  | 5%              | 3%        |
| 26 a 29/09/2016 | Ibope     | 73%                  | 6%               | 4%                 | 1%                   | 1%                      | 3%                 | 2%                | 0%              | 1%                  | 5%              | 4%        |

## Resultados

### Prefeito
Resultado das eleições para prefeito de Boa Vista. 100,00% apurado.
| Partido | Partido | Candidato | Votos   | Votos (%) |
| ------- | ------- | --------- | ------- | --------- |
|         | PMDB    | Teresa    | 121 157 | 79,39%    |
|         | PP      | Baré      | 14 378  | 9,42%     |
|         | PT      | Ramos     | 5 841   | 3,83%     |
|         | DEM     | Abel      | 3 951   | 2,59%     |
|         | PDT     | Alves     | 3 888   | 2,55%     |
|         | PV      | Coelho    | 2 228   | 1,46%     |
|         | PSOL    | Oca       | 1 160   | 0,76%     |
|         | PROS    | Junqueira | 0       | 0%        |
|         | PRP     | Ladislau  | 0       | 0%        |
| Totais  | Totais  | Totais    | 152 603 |           |
| Fonte:  |         |           |         |           |

## Vereadores eleitos
Na eleição municipal de 2016, a cidade teve 355 candidatos a vereador na cidade de Boa Vista. De 21 vereadores eleitos, apenas três são mulheres (Dra. Magnólia, do PPS; Mirian Reias, do PHS e Aline Rezende, do PRTB). O vereador mais votado foi o Idazio da Perfil (PP - 2,26%). Os partidos com maior número de candidatos eleitos (dois candidatos por partido) são: SD, PSC, PCdoB, PSD e PTC; os outros partidos elegeram apenas um candidato: PP, PSB, PR, PPS, PRB, PMDB, PTN, PHS, PRTB, REDE e PEN.
| Candidato eleito      | Partido | Votação | Porcentagem | Cidade onde nasceu | Unidade federativa |
| Idazio da Perfil      | PP      | 3.418   | 2,26%       | Dom Pedro          | Maranhão           |
| Renato Queiroz        | PSB     | 3.042   | 2,02%       | Boa Vista          | Roraima            |
| Genilson Costa        | SD      | 2.431   | 1,61%       | Boa Vista          | Roraima            |
| Ítalo Otávio          | PR      | 2.407   | 1,59%       | Belo Horizonte     | Minas Gerais       |
| Dra. Magnólia         | PPS     | 2.373   | 1,57%       | Belém              | Pará               |
| Wagner Feitosa        | SD      | 2.334   | 1,55%       | Boa Vista          | Roraima            |
| Manoel Neves          | PRB     | 2.333   | 1,55%       | Novo Horizonte     | Bahia              |
| Mauricélio Fernandes  | PMDB    | 2.272   | 1,51%       | Santa Luzia        | Maranhão           |
| Rondinele Tambasa     | PTN     | 2.130   | 1,41%       | Lago da Pedra      | Maranhão           |
| Nilvan Santos         | PSC     | 2.101   | 1,39%       | Boa Vista          | Roraima            |
| Mirian Reis           | PHS     | 2.045   | 1,35%       | Corbélia           | Paraná             |
| Dr. Wesley            | PCdoB   | 1.898   | 1,26%       | Boa Vista          | Roraima            |
| Albuquerque           | PCdoB   | 1.757   | 1,16%       | Moraújo            | Ceará              |
| Aline Rezende         | PRTB    | 1.715   | 1,14%       | Boa Vista          | Roraima            |
| Professor Linoberg    | REDE    | 2.870   | 1,30%       | Brasília           | Distrito Federal   |
| Vavá do Thianguá      | PSD     | 1.619   | 1,07%       | Manaus             | Amazonas           |
| Marcelo Lopes         | PEN     | 1.607   | 1,06%       | São Paulo          | São Paulo          |
| Rômulo Amorim         | PTC     | 1.448   | 0,96%       | Boa Vista          | Roraima            |
| Zélio Mota            | PSD     | 1.415   | 0,94%       | Boa Vista          | Roraima            |
| Genival da Enfermagem | PTC     | 1.378   | 0,91%       | Marabá             | Pará               |
| Pastor Jorge          | PSC     | 1.327   | 0,88%       | Belém              | Pará               |